# Маурісіо Рамос
Маурісіо Рамос (ісп. Mauricio Ramos, нар. 23 вересня 1969, Санта-Крус-де-ла-Сьєрра) — болівійський футболіст, що грав на позиції півзахисника.
Виступав, зокрема, за клуб «Дестроєрс», а також національну збірну Болівії.

## Клубна кар'єра
Народився 23 вересня 1969 року в місті Санта-Крус-де-ла-Сьєрра. Вихованець футбольної школи клубу Academia Tahuichi.
У дорослому футболі дебютував 1987 року виступами за команду «Дестроєрс», в якій провів сім сезонів, взявши участь у 185 матчах чемпіонату.  Більшість часу, проведеного у складі «Дестроєрс», був основним гравцем команди.
Згодом з 1994 по 2002 рік грав у складі команд «Крузейру», «Гвабіра», «Болівар», «Зе Стронгест», «Тампа-Бей М'ютіні», «Нью-Інгленд Революшн», «Орієнте Петролеро» та «Уніон Сентраль».
Завершив ігрову кар'єру у команді «Депортіво Сан-Хосе», за яку виступав протягом 2003 року.

## Виступи за збірну
У 1987 році дебютував в офіційних матчах у складі національної збірної Болівії.
У складі збірної був учасником розіграшу Кубка Америки 1987 року в Аргентині, чемпіонату світу 1994 року у США, розіграшу Кубка Америки 1995 року в Уругваї.
Загалом протягом кар'єри в національній команді, яка тривала 13 років, провів у її формі 35 матчів, забивши 1 гол.